# Hildegard Niemann

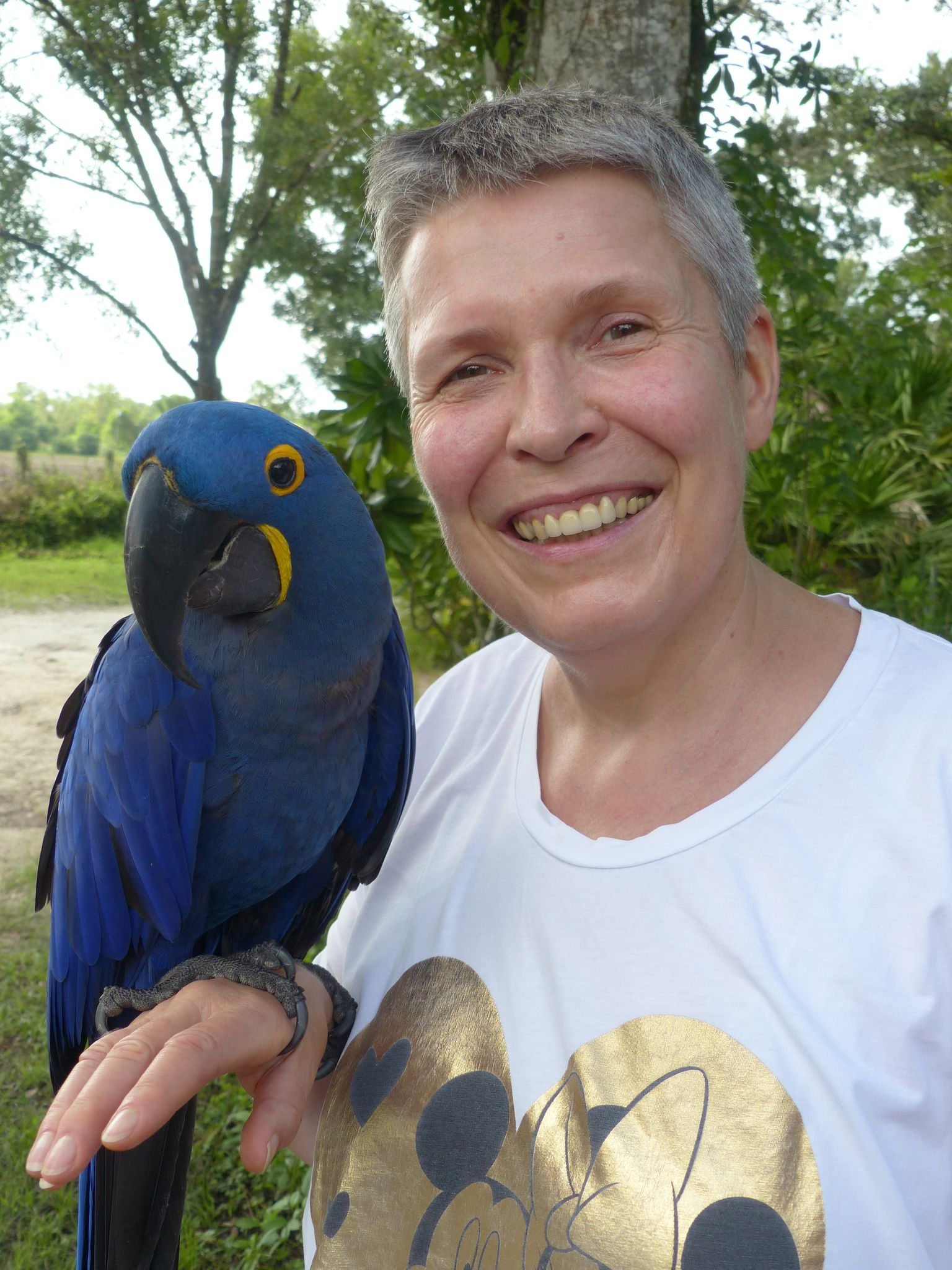
Hildegard Niemann mit Hyazinthara (Anodorhynchus hyacinthinus).

Hildegard Niemann (* 1966 in Beckum) ist eine deutsche Biologin und Papageienexpertin. Sie ist als selbstständige Beraterin von Papageienhaltern tätig. Daneben ist sie Autorin und Redakteurin.

## Ausbildung und Beruf
Sie studierte Biologie (Fachrichtung Zoologie) an der Westfälischen Wilhelms-Universität in Münster von 1987 bis 1992. Seit 1996 ist sie Autorin von Fachartikeln über Papageien und Sittiche. Von 2003 bis 2017 war sie Mitglied der Redaktion des WP-Magazins der Arndt-Verlags. Seit 2004 ist sie freiberuflich als Parrot Behaviour Consultant, als Beraterin für Haltungsprobleme von Papageienvögeln tätig. Sie ist durch die International Association of Animal Behavior Consultants (IAABC) zertifiziert und wird von ihr als Beraterin für Papageien in Deutschland geführt.
Hildegard Niemann hat mehrere Ratgeber zu Papageienvögeln geschrieben, die u. a. in Spanisch, Polnisch, Französisch, Slowenisch und Tschechisch übersetzt wurden. Sie haben mehrere Auflagen erreicht.
Hildegard Niemann ist mit Rainer Niemann verheiratet und hat zwei Kinder.

## Schriften
1. Nymphensittiche. München, Gräfe und Unzer, 2017, aktualisierte Neuausgabe, 1. Auflage
2. Wellensittiche. München, Gräfe und Unzer, 2014, aktualisierte Neuausg., 1. Auflage
3. Spiel- und Wohnideen für Wellensittiche. München, Gräfe und Unzer, 2011
4. Papageien als Heimvögel. Bd. 2. Erziehung – Alltag – Verhalten, 2008, 1. Auflage
5. Graupapageien. München, Gräfe und Unzer, 2006, 1. Auflage
6. Papageien als Heimvögel. Bd. 1. Kauf – Haltung – Pflege, 2006, 1. Auflage